# Lejkówka dwubarwna

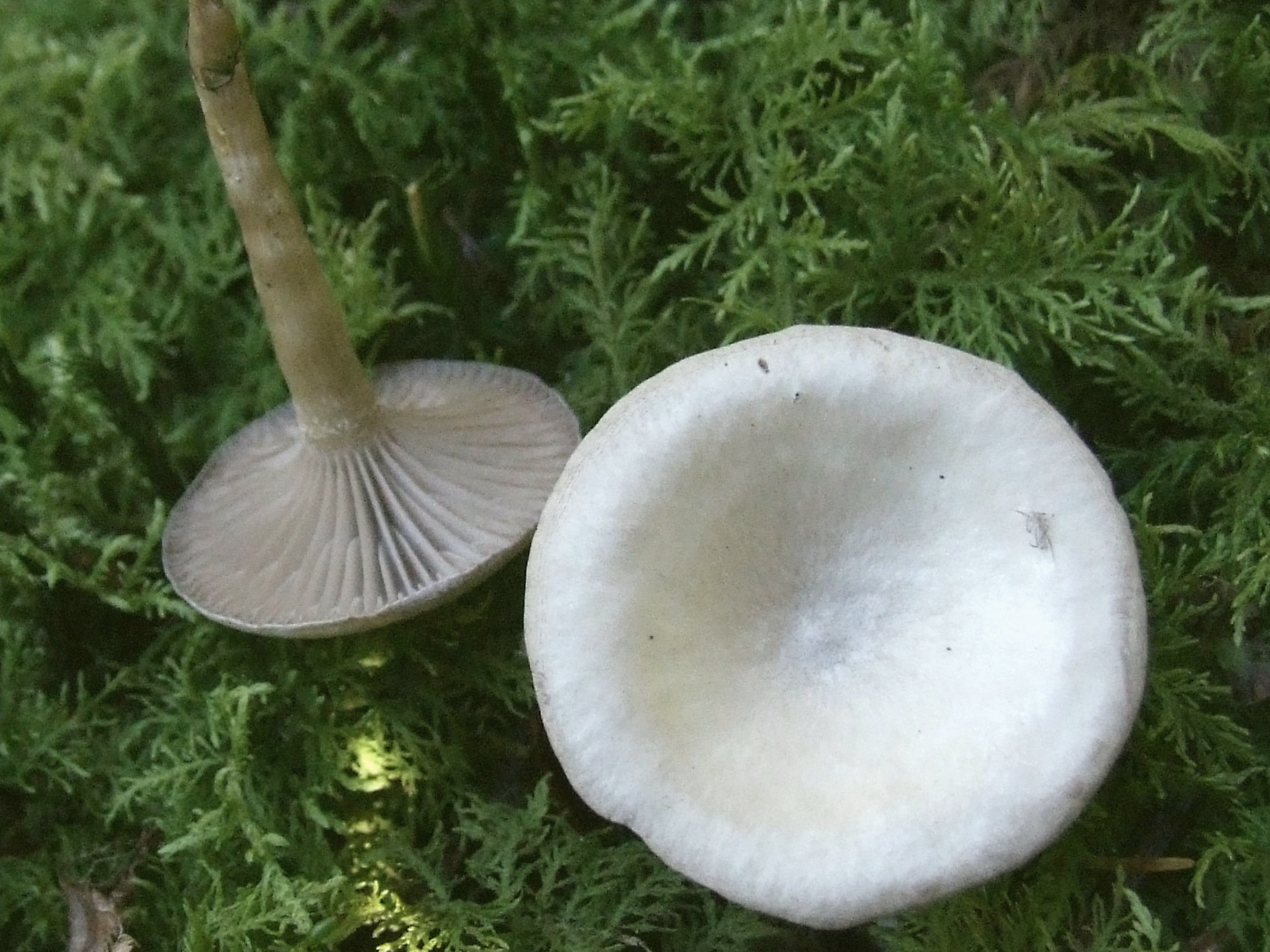

Lejkówka dwubarwna (Clitocybe metachroa (Fr.) P. Kumm.) – gatunek grzybów z rzędu pieczarkowcow (Agaricales).

## Systematyka i nazewnictwo
Pozycja w klasyfikacji według Index Fungorum: Clitocybe, Incertae sedis, Agaricales, Agaricomycetidae, Agaricomycetes, Agaricomycotina, Basidiomycota, Fungi.
Po raz pierwszy takson ten zdiagnozował w 1821 r. Elias Fries nadając mu nazwę Agaricus metachrous. Obecną, uznaną przez Index Fungorum nazwę nadał mu w 1871 r. P. Kumm., przenosząc go do rodzaju Clitocybe. Niektóre synonimy naukowe:
- Agaricus metachrous Fr. 1821
- Clitocybe decembris Singer 1962
- Lepista metachroa (Fr.) Harmaja 1976
- Pseudolyophyllum metachroum (Fr.) Raithelh 1978

Nazwę polską podał Stanisław Chełchowski w 1898 r.

## Morfologia
Kapelusz
Średnica 3–6 cm, u młodych okazów wysoki, płasko-wypukły z nieco wklęsłym środkiem, u starszych płaski z charakterystycznym pępkowato-wklęsłym środkiem i pofalowanymi brzegami. Powierzchnia naga. Jest silnie higrofaniczny. Podczas suchej pogody jest jedwabiście błyszczący i ma kolor od białawego do szarego z ciemniejszym środkiem, podczas wilgotnej jest tłusto połyskujący i ma kolor brązowawy lub mięsnobrązowy, a jego brzeg jest prześwitująco żłobkowany.
Blaszki
Szerokie i nieco zbiegające na trzon. Początkowo są brudnokremowe, później szarobrązowe. Ostrza blaszek równe.
Trzon
Wysokość 3–6 cm, grubość 0,3–0,7 cm, walcowaty lub spłaszczony, sprężysty, czasami wygięty lub skręcony. Początkowo pełny, z czasem pusty. Powierzchnia włóknista, kolor białokremowy, u podstawy szarobrązowy i pilśniowaty.
Miąższ
Cienki, białawy. Smak i zapach grzybowy.

## Występowanie i siedlisko
Opisano występowanie tego gatunku w Ameryce Północnej i Europie. W polskim piśmiennictwie naukowym znany z licznych stanowisk, jego rozprzestrzenienie i częstość występowania na terenie kraju nie są jednak dokładnie znane.
Rośnie na ziemi w różnego typu lasach, w zaroślach, parkach. Rośnie na trawie, wśród mchów i opadłych liści, na nagiej ziemi. Najczęściej spotykany pod jodłami i sosnami. Owocniki wytwarza od sierpnia do października.

## Znaczenie
Saprotrof. Grzyb trujący. Jak wiele lejkówek powoduje zatrucia muskarynowe.